# Герб Хангаласского улуса
Герб муниципального образования «Хангала́сский улу́с» Республики Саха (Якутия) Российской Федерации.
Герб утверждён распоряжением главы Администрации муниципального образования «Хангаласский улус» № 148-р от 17 июня 2005 года.
Герб внесён в Государственный геральдический регистр Российской Федерации под регистрационным номером № 1828.

## Описание герба
«В лазоревом поле золотой орёл с распростёртыми крыльями, сидящий на вершине древа жизни „Аал-Луук масс“. Во главе семь серебряных дугообразно расположенных якутских алмазов (фигуры в виде поставленных на угол квадратов, каждый из которых расторгнут на шесть частей: накрест и наподобие двух сходящихся по сторонам стропил)».

## Описание символики герба
Наскальный рисунок фигуры древнего человека (из местности «Суруктаах хайа») подчеркивает глубокие корни хангалассцев, а птица похожая на фигуру орла это — тотем Хангаласского улуса.
Кроме того, орёл, символизирует содружество двух наций. В XVII веке с изображением орла на гербе русские землепроходцы прибыли на хангаласскую землю, а хангалассцы в свою очередь, орла почитали как своего ангела-хранителя и считали его своим тотемом. Представители этих двух народов давно и неразрывно объединены кровными узами и составляют нынешнее население Хангаласского улуса как одно целое.
Алмазы в особой стилизации, аналогичной их стилизации в Государственном гербе Республики Саха (Якутия), обозначают административно-территориальную принадлежность муниципального образования к Республике Саха (Якутия).

## История герба
26 декабря 2005 года было утверждено Положение о гербе района. Описание герба района гласило: «Герб представляет собой круглый геральдический щит голубого цвета, в центральной части которого изображён орёл сидящий на священное золотое дерево „Арча“. В верхней части щита обрамление с семи ромбических кристаллообразных фигур».
Обоснование символики было следующим:
Изображение орла подчёркивает древнейшее происхождение хангалассцев. Голубой цвет-символ чистоты и неба.
Семь ромбических кристалликов алмаза означает единство издавна проживающих на территории Якутии народов: якутов, русских, эвенков, эвенов, чукчей, долганов, юкагиров.
Автор герба: Фёдоров Прокопий Ефимович.
Описание герба и его символика были доработаны Геральдическим советом при Президенте Российской Федерации.